# Juan Francisco Muñoz Melo
Juan Francisco Muñoz Melo (Revilla de Camargo, 25 de junio de 1959) es un exjugador de balonmano español que disputó 243 partidos con la selección española de balonmano y es el segundo con más goles en la historia de la selección con 701.

## Biografía
Comenzó a jugar en el Instituto José María de Pereda, en categoría infantil. Jugó un año en el Rayo Vallecano, en categoría juvenil, y después jugó para el Salesianos, con el que quedó campeón juvenil y participó en el Campeonato de España juvenil. De ahí fue fichado por Miguel Roca para el Club Balonmano Calpisa, de Alicante, donde jugó cuatro temporadas. Allí se adjudicó un Campeonato de liga, y, la Recopa de Europa de balonmano. Tuvo grandes actuaciones que lo hicieron fichar por el Fútbol Club Barcelona, donde ganó varios títulos de Liga, de Copa y de la Recopa de Europa.
Con la Selección española de balonmano comenzó como junior y después disputó cuatro Juegos Olímpicos. Fue quinto en Moscú, octavo en Los Ángeles, noveno en Seúl y quinto en Barcelona. En el Campeonato del Mundo de balonmano en 1985 fue sexto y obtuvo el ascenso al Mundial A. Es el segundo máximo anotador de la selección tras Juanín García, con 701 goles y el tercer jugador con más partidos, con 243.
Ya en la temporada 1988/89 fichó por el Grupo Deportivo Teka Santander, en el cual coincidió con Javier Cabanas, Kristján Arason y Matt Olson, parte del equipo que se adjudicó la Copa de Europa de balonmano y la Copa EHF, entre otros títulos nacionales e internacionales. Jugó en este equipo hasta la temporada 1994/95. Antes se había retirado de la selección nacional en los Juegos Olímpicos de Barcelona 1992 tras terminar como quinto clasificado.

## Palmarés

### Club Balonmano Calpisa
- Liga ASOBAL: 1977-78.
- Copa del Rey de Balonmano: 1979-80.
- Recopa de Europa: 1979-80.

### FC Barcelona
- Liga ASOBAL: 1981-82, 1985-86 y 1987-88.
- Copa del Rey de Balonmano: 1982-1983,1983-1984, 1984-1985 y 1987-1988.
- Supercopa de España: 1986-1987.
- Recopa de Europa: 1983-1984, 1984-1985 y 1985-1986.

### Teka Cantabria
- Liga ASOBAL: 1992-93 y 1993-94.
- Copa del Rey de Balonmano:  1988-89 y 1994-95.
- Supercopa de España: 1992-93 y 1994-95.
- Copa ASOBAL: 1990-91 y 1991-92.
- Copa de Europa: 1993-94.
- Recopa de Europa: 1989-90.
- Copa EHF: 1992-93.

## Vida personal
Aunque es uno de los fundadores del Balonmano Cantabria, posteriormente fijó su residencia en Alicante.
Es propietario de una asesoría situada en el barrio de Carolinas Bajas de la ciudad de Alicante.

## Premios, reconocimientos y distinciones
- Medalla de Plata de la Real Orden del Mérito Deportivo, otorgada por el Consejo Superior de Deportes (1994)[4]